# روبرت جيه. فيلكه
روبرت جيه. فيلكه (بالإنجليزية: Robert J. Wilke)‏ هو ممثل أمريكي، ولد في 18 مايو 1914 بسينسيناتي في الولايات المتحدة، وتوفي في 28 مارس 1989 بلوس أنجلوس في الولايات المتحدة بسبب سرطان.

## أعمال

### أفلام
- (1936) سان فرانسيسكو
- (1952) ظهيرة مشتعلة
- (1953) من هنا إلى الخلود
- (1954) 20000 فرسخ تحت الماء[4]
- (1956) مكتوب على الريح
- (1960) السبعة الرائعون
- (1960) سبارتاكوس[5][6]
- (1978) أيام الجنة

## وصلات خارجية
- روبرت جيه. فيلكه على موقع IMDb (الإنجليزية)
- روبرت جيه. فيلكه على موقع ألو سيني (الفرنسية)
- روبرت جيه. فيلكه على موقع أول موفي (الإنجليزية)
- روبرت جيه. فيلكه على موقع قاعدة بيانات الأفلام السويدية (السويدية)
- روبرت جيه. فيلكه على موقع قاعدة بيانات الفيلم (الإنجليزية)
- روبرت جيه. فيلكه على موقع كينوبويسك (الروسية)